# Палана (река)
Палана — река на Камчатке. Протекает с востока на запад по территории Тигильского района и городского округа Посёлок Палана Камчатского края. Длина реки — 141 км. Площадь бассейна — 2500 км². Впадает в залив Шелихова Охотского моря. Близ устья, на правой надпойменной террасе реки расположен рабочий посёлок Палана.
Начинается на западном склоне Срединного хребта у перевала Ивашкинского. В верховье находятся геотермальные источники. В среднем течении протекает через Паланское озеро, на выходе из которого поток устремляется по узкому извилистому руслу среди отвесных берегов, образуя стремнины и пороги вокруг огромных валунов. Шум порогов разносится за несколько километров. Паланские пороги являются памятником природы.
Современное название произошло от большого порога Пилялян, которое первопроходцы-казаки трансформировали в Палану и стали относить на всю реку. Корякское же название реки Пылылъын — «имеющая водопад». Существует также чукотское название Кычгитваям — «место, где растут берёзы».
Впервые о реке Палане стало известно от В. В. Атласова, вышедшего сюда в 1697 году во время похода из Анадырского острога на Камчатку. Нанесена на карту С. У. Ремезовым.
По данным Государственного водного реестра России относится к Анадыро-Колымскому бассейновому округу.